# 古泰
古泰，又譯庫台，是一个历史地區，在婆罗洲岛屿上的印度尼西亚东加里曼丹省，也是当地民族的名稱，人口约有300 000，他们有自己的，同名的语言，還有他们自己的丰富历史。今天此名字保留在三个在东加里曼丹行政區之中，库台卡塔内加拉县、西库台县和东库台县。當地主要河流是馬哈坎河。

## 历史
通常他們的历史分为两个时期，分別是早期約莫时间为350-400年的古泰Martadipura階段和后来大约1300年开始的古泰卡塔內加拉阶段。第一个時期产生了印度尼西亚已知最早的铭文。

### 古泰Martadipura王國

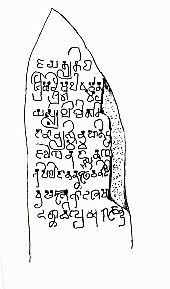
一个由古泰国王穆拉瓦尔曼建立的古老石碑（yūpa）。

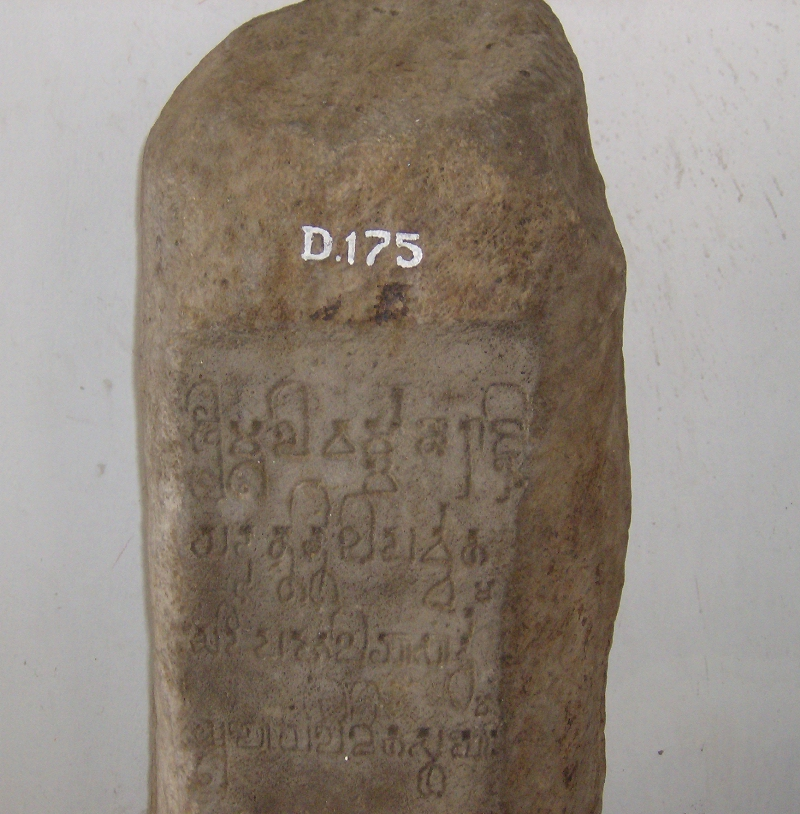
一個有碑文的Yupa，在雅加达的印度尼西亚国家博物馆

古泰Martadipura是一個於4世纪或更早時間，位于东加里曼丹古泰地区的印度教王国。:52 它是印度尼西亚历史上最早的一个古国。有七塊石碑，或稱為yūpa（“牺牲柱”），在古泰卡曼河口附近的馬哈坎河被发现。 這些基座刻有印度帕拉瓦文並寫著"一个给婆罗门祭师的礼物"。字體的風格可以追溯到4世紀後半葉。 據信这些宗教分别在大約2和4世紀被带到印度尼西亚，當時印度商人抵达蘇門答臘島、爪哇岛和苏拉威西岛。
有三位統治者的名字從銘文中知道。第一个被提到的统治者是Kuḍungga，“男人之王”（納倫德拉），他的儿子Aśwawarman，獲封為“王朝创始人”（vaṇśa-kartṛ），以及前者孙子和後者儿子穆拉瓦爾曼被称为“帝王”（拉金德拉）。由於Kuṇḍungga似乎沒有一个印度式的梵文名称，而其他两个則有，據推测他是个土生的领导人（达雅人）而他的儿子Aśwawarman採用了印度化信仰。 就是穆拉瓦尔曼要求建立这些铭文。虽然他的两位前任没有什么已知军事行动，“拉贾” 穆拉瓦尔曼被表明已经在戰爭中征服了他的邻国。他还據稱已经透過一個称為“asvaredjwa”的当地仪式增加了古泰的領土。这个仪式要求马匹释放他的土地。自由漫游的马的足跡被視为这片土地属于古泰的证据。穆拉瓦尔曼也據知向他的神供奉黃金。 他的王国的名称沒有在铭文提及，也没有任何其他同期在这一地区的外國的文件提過。在這些柱子豎立之後，這個王國不知道變成了什麼。古泰這個名字可能與1365年爪哇的满者伯夷诗集爪哇史頌的Tuñjung Kute一樣古老，反映了一千年前使用的原始名稱。
两个已知與古泰有很強貿易關係的印度教国家，即宿霧拉賈國和武端拉賈國，两者都位于今日的菲律宾。

### 古泰卡塔內加拉苏丹国
大約在13世紀末，古泰卡塔內加拉王国在特潘巴圖或古泰喇嘛地区建立。已知的第一个統治者是阿吉·巴塔拉·阿貢·德瓦·薩克提，據信統治時間為1300年-1325年。在位於1635年至1650年的Aji Pangeran Sinum Panji Mendapa成功征服古泰Martadipura王國，並且合并这两个领域成為「古泰卡塔內加拉和馬塔迪普拉王國」（Kutai Kartanegara Ing Martadipura）。
1667年，荷兰东印度公司攻擊苏拉威西岛上的望加锡，造成布吉人的戈瓦王国垮台。一些布吉人在Lamohang Daeng Mangkona或Pua Ado一世的领导下移民到邻近婆罗洲（加里曼丹）的古泰，而古泰的统治者允许了他们居住在位於卡朗穆木斯河的美兰带(Kampung Melantai)，现在被称为塞利利(Kampung Selili)。这個定居點最终发展成为现代城市沙馬林達。
伊斯兰教自17世纪就主導了當地(大多数的布吉人是穆斯林)，而执政於1732年-1739年左右的阿吉·穆罕默德·伊德里斯，是第一個使用伊斯兰名字的統治者。
內戰結束後，Aji Imbut在1780年成為統治者（是為阿吉·穆罕默德·穆斯林杜丁（Aji Muhammad Muslihuddin））之後，於1782年將首都從佩馬朗甘（Pemarangan）搬到了特潘潘丹（Tepian Pandan）。 首都的名称最终从Tangga Arung發展成今日的登加龍。
在1844荷兰打败了苏丹阿吉·穆罕默德·薩勒胡丁，迫使他流亡，并直接控制古泰。
日本在1942年入侵當地並承认一个「Kooti王国」，作為天皇的一个附庸國。在1945年古泰和它的邻国加入了东加里曼丹联盟。
1949年，古泰最終成为印度尼西亚联合共和国一部分。

## 古泰语
當地的传统语言被称为登加龍古泰語并且被視為是马来語的一种， 如南面的班加語，西面的哥打班恩古泰語，北面的伯勞語和其他更加遥远的語言。 因此登加龍古泰語泰属于南島語系的语言。

## 参看
- 庫台国家公园（英语：Kutai National Park）

## 外部連結
- 穆拉瓦尔曼博物馆
- Erau的说明，一个传统的年度古泰文化节日。